# Olga Petrowna Kuschela

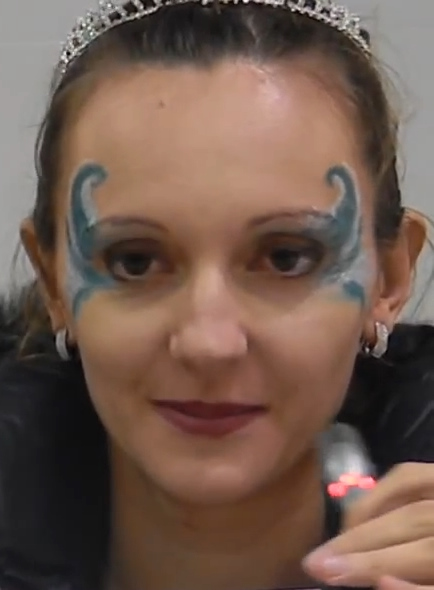

Olga Petrowna Kuschela (russisch Ольга Петровна Кужела, * 29. August 1985 in Leningrad) ist eine russische Synchronschwimmerin. 
Sie gewann bei den Olympischen Spielen 2008 in Peking mit dem russischen Team die Goldmedaille in der Teamwertung. 2005 und 2007 als Mitglied des russischen Teams siegte Kuschela bei der Weltmeisterschaft; 2006 und 2010 war Kuschela mit dem russischen Team Europameisterin.